# جامعات الولايات المتحدة حسب عدد المسجلين
تشمل تلك المقالة التي تتحدث عن أكبر الجامعات العامة في الولايات المتحدة من حيث التسجيل الجامعات الفردية ذات نظام دراسة لمدة أربع سنوات. يمكن أن يكون للجامعات حرم جامعي متعدد مع إدارة واحدة.
ما تشمله هذه القائمة:
- حرم فردي واحد ذو موقع فعلي واحد لجامعة عامة لمدة أربع سنوات داخل الولايات المتحدة
- عدد الملتحقين هو مجموع عدد الطلاب الجامعيين وطلاب الدراسات العليا
- يتم احتساب التسجيل من خلال عدد 21 يومًا من أيام العمل ، وفقًا لوزارة التعليم الأمريكية في إطار برنامج مجموعة البيانات المشتركة.
- يُشار إلى الحرم الجامعية التي لها مواقع فيزيائية ثانوية صغيرة لا يتم الإبلاغ عنها بشكل منفصل (للتعليم الممتد ، والتوعية ، وما إلى ذلك) مع حاشية سفلية.

ما لا تتضمنه هذه المقالة:
- نظم الجامعة، أو الجامعات التي لديها حرم جامعي متعدد المباني.
- ليست كل أعداد التسجيل قابلة للمقارنة مباشرة. انظر إلى الملاحظات.

## المُسجّلين للعام الدراسي 2017–2018
| أكبر عشر جامعات عامة حسب عدد التسجيل خلال العام الدراسي 2017-2018 | أكبر عشر جامعات عامة حسب عدد التسجيل خلال العام الدراسي 2017-2018 | أكبر عشر جامعات عامة حسب عدد التسجيل خلال العام الدراسي 2017-2018 | أكبر عشر جامعات عامة حسب عدد التسجيل خلال العام الدراسي 2017-2018 | أكبر عشر جامعات عامة حسب عدد التسجيل خلال العام الدراسي 2017-2018 |
| التصنيف                                                           | الجامعة                                                           | الموقع                                                            | عدد المُسجّلين                                                      | المراجع                                                           |
| ----------------------------------------------------------------- | ----------------------------------------------------------------- | ----------------------------------------------------------------- | ----------------------------------------------------------------- | ----------------------------------------------------------------- |
| 1                                                                 | جامعة تكساس إيه اند إم                                            | كوليج ستيشن (تكساس)                                               | 68,603                                                            | [ 1 ]                                                             |
| 2                                                                 | جامعة سنترال فلوريدا                                              | أورلاندو (فلوريدا)                                                | 66,180                                                            | [ 2 ]                                                             |
| 3                                                                 | جامعة ولاية أوهايو                                                | كولومبوس (أوهايو)                                                 | 59,837                                                            | [ 3 ]                                                             |
| 4                                                                 | جامعة فلوريدا الدولية                                             | ميامي                                                             | 56,851                                                            | [ 4 ]                                                             |
| 5                                                                 | جامعة فلوريدا                                                     | غينزفيل                                                           | 52,669                                                            | [ 5 ]                                                             |
| 6                                                                 | جامعة منيسوتا                                                     | منيابولس/سانت بول (مينيسوتا)                                      | 51,848                                                            | [ 6 ]                                                             |
| 7                                                                 | جامعة تكساس في أوستن                                              | أوستن (تكساس)                                                     | 51,525                                                            | [ 7 ]                                                             |
| 8                                                                 | جامعة ولاية أريزونا                                               | تمبي                                                              | 51,164                                                            | [ 8 ]                                                             |
| 9                                                                 | جامعة ولاية جورجيا                                                | أتلانتا (جورجيا)                                                  | 51,000                                                            | [ 9 ]                                                             |
| 10                                                                | جامعة جنوب فلوريدا                                                | تامبا (فلوريدا)                                                   | 50,577                                                            | [ 10 ]                                                            |

## المُسجّلين للعام الدراسي 2016–2017
| أكبر عشر جامعات عامة حسب عدد التسجيل خلال العام الدراسي2016-2017 | أكبر عشر جامعات عامة حسب عدد التسجيل خلال العام الدراسي2016-2017 | أكبر عشر جامعات عامة حسب عدد التسجيل خلال العام الدراسي2016-2017 | أكبر عشر جامعات عامة حسب عدد التسجيل خلال العام الدراسي2016-2017 | أكبر عشر جامعات عامة حسب عدد التسجيل خلال العام الدراسي2016-2017 |
| التصنيف                                                          | الجامعة                                                          | الموقع                                                           | عدد المُسجّلين                                                     | المراجع                                                          |
| ---------------------------------------------------------------- | ---------------------------------------------------------------- | ---------------------------------------------------------------- | ---------------------------------------------------------------- | ---------------------------------------------------------------- |
| 1                                                                | جامعة سنترال فلوريدا                                             | أورلاندو (فلوريدا)                                               | 64,335                                                           | [ 11 ]                                                           |
| 2                                                                | جامعة تكساس إيه اند إم                                           | كوليج ستيشن (تكساس)                                              | 60,435                                                           | [ 12 ]                                                           |
| 3                                                                | جامعة ولاية أوهايو                                               | كولومبوس (أوهايو)                                                | 59,482                                                           | [ 13 ]                                                           |
| 4                                                                | جامعة فلوريدا الدولية                                            | ميامي                                                            | 55,111                                                           | [ 14 ]                                                           |
| 5                                                                | جامعة فلوريدا                                                    | غينزفيل                                                          | 52,367                                                           | [ 15 ]                                                           |
| 6                                                                | جامعة ولاية أريزونا                                              | تمبي                                                             | 51,869                                                           | [ 16 ]                                                           |
| 7                                                                | جامعة منيسوتا                                                    | منيابولس/سانت بول (مينيسوتا)                                     | 51,580                                                           | [ 17 ]                                                           |
| 8                                                                | جامعة تكساس في أوستن                                             | أوستن (تكساس)                                                    | 51,331                                                           | [ 18 ]                                                           |
| 9                                                                | جامعة ولاية ميشيغان                                              | إيست لانسنغ                                                      | 50,344                                                           | [ 19 ]                                                           |
| 10                                                               | جامعة إنديانا                                                    | بلومنغتون (إنديانا)                                              | 49,695                                                           | [ 20 ]                                                           |

## المُسجّلين للعام الدراسي 2015–16
| أكبر عشر جامعات عامة حسب عدد التسجيل خلال العام الدراسي 2015-2016 | أكبر عشر جامعات عامة حسب عدد التسجيل خلال العام الدراسي 2015-2016 | أكبر عشر جامعات عامة حسب عدد التسجيل خلال العام الدراسي 2015-2016 | أكبر عشر جامعات عامة حسب عدد التسجيل خلال العام الدراسي 2015-2016 | أكبر عشر جامعات عامة حسب عدد التسجيل خلال العام الدراسي 2015-2016 |
| المرتبة                                                           | الجامعة                                                           | الموقع                                                            | عدد المُسجّلين                                                      | المراجع                                                           |
| ----------------------------------------------------------------- | ----------------------------------------------------------------- | ----------------------------------------------------------------- | ----------------------------------------------------------------- | ----------------------------------------------------------------- |
| 1                                                                 | جامعة سنترال فلوريدا                                              | أورلاندو (فلوريدا)                                                | 63,016                                                            | [ 21 ]                                                            |
| 2                                                                 | جامعة ولاية أوهايو                                                | كولومبوس (أوهايو)                                                 | 58,663                                                            | [ 22 ]                                                            |
| 3                                                                 | جامعة تكساس إيه اند إم                                            | كوليج ستيشن (تكساس)                                               | 58,515                                                            | [ 23 ]                                                            |
| 4                                                                 | جامعة فلوريدا الدولية                                             | ميامي                                                             | 54,058                                                            | [ 24 ]                                                            |
| 5                                                                 | جامعة فلوريدا                                                     | غينزفيل                                                           | 52,518                                                            | [ 25 ]                                                            |
| 6                                                                 | جامعة ولاية أريزونا                                               | تمبي                                                              | 51,984                                                            | [ 27 ]                                                            |
| 7                                                                 | جامعة تكساس في أوستن                                              | أوستن (تكساس)                                                     | 50,950                                                            | [ 28 ]                                                            |
| 8                                                                 | جامعة منيسوتا                                                     | منيابولس/سانت بول (مينيسوتا)                                      | 50,678                                                            | [ 29 ]                                                            |
| 9                                                                 | جامعة ولاية ميشيغان                                               | إيست لانسنغ                                                       | 50,543                                                            | [ 30 ]                                                            |
| 10                                                                | جامعة إنديانا                                                     | بلومنغتون (إنديانا)                                               | 48,514                                                            | [ 31 ]                                                            |

## العام الدراسي 2013–14
| أكبر عشر جامعات عامة حسب عدد التسجيل خلال العام الدراسي 2013-2014 | أكبر عشر جامعات عامة حسب عدد التسجيل خلال العام الدراسي 2013-2014 | أكبر عشر جامعات عامة حسب عدد التسجيل خلال العام الدراسي 2013-2014 | أكبر عشر جامعات عامة حسب عدد التسجيل خلال العام الدراسي 2013-2014 | أكبر عشر جامعات عامة حسب عدد التسجيل خلال العام الدراسي 2013-2014 |
| المرتبة                                                           | الجامعة                                                           | الموقع                                                            | عدد المُسجّلين                                                      | المراجع                                                           |
| ----------------------------------------------------------------- | ----------------------------------------------------------------- | ----------------------------------------------------------------- | ----------------------------------------------------------------- | ----------------------------------------------------------------- |
| 1                                                                 | جامعة ولاية أريزونا                                               | تمبي                                                              | 62,599                                                            | [ 32 ]                                                            |
| 2                                                                 | جامعة سنترال فلوريدا                                              | أورلاندو (فلوريدا)                                                | 59,770                                                            | [ 33 ]                                                            |
| 3                                                                 | جامعة ولاية أوهايو                                                | كولومبوس (أوهايو)                                                 | 58,322                                                            | [ 22 ]                                                            |
| 4                                                                 | جامعة فلوريدا الدولية                                             | ميامي                                                             | 52,986                                                            | [ 34 ]                                                            |
| 5                                                                 | جامعة تكساس إيه اند إم                                            | كوليج ستيشن (تكساس)                                               | 52,449                                                            | [ 35 ]                                                            |
| 6                                                                 | جامعة منيسوتا                                                     | منيابولس/سانت بول (مينيسوتا)                                      | 51,147                                                            | [ 36 ]                                                            |
| 7                                                                 | جامعة تكساس في أوستن                                              | أوستن (تكساس)                                                     | 51,145                                                            | [ 37 ]                                                            |
| 8                                                                 | جامعة ولاية ميشيغان                                               | إيست لانسنغ                                                       | 50,085                                                            | [ 38 ]                                                            |
| 9                                                                 | جامعة فلوريدا                                                     | غينزفيل                                                           | 49,042                                                            | [ 39 ]                                                            |
| 10                                                                | جامعة إنديانا                                                     | بلومنغتون (إنديانا)                                               | 46,817                                                            | [ 40 ]                                                            |

## العام الدراسي2012–13
| Ten largest public الجامعة campuses by المُسجّلين للعام الدراسي during the 2012–13 academic year | Ten largest public الجامعة campuses by المُسجّلين للعام الدراسي during the 2012–13 academic year | Ten largest public الجامعة campuses by المُسجّلين للعام الدراسي during the 2012–13 academic year | Ten largest public الجامعة campuses by المُسجّلين للعام الدراسي during the 2012–13 academic year | Ten largest public الجامعة campuses by المُسجّلين للعام الدراسي during the 2012–13 academic year |
| المرتبة                                                                                        | الجامعة                                                                                        | الموقع                                                                                         | المُسجّلين للعام الدراسي                                                                         | المراجع                                                                                        |
| ---------------------------------------------------------------------------------------------- | ---------------------------------------------------------------------------------------------- | ---------------------------------------------------------------------------------------------- | ---------------------------------------------------------------------------------------------- | ---------------------------------------------------------------------------------------------- |
| 1                                                                                              | جامعة ولاية أريزونا                                                                            | تمبي                                                                                           | 60,169                                                                                         | [ 41 ]                                                                                         |
| 2                                                                                              | جامعة سنترال فلوريدا                                                                           | أورلاندو (فلوريدا)                                                                             | 60,048                                                                                         | [ 42 ]                                                                                         |
| 3                                                                                              | جامعة ولاية أوهايو                                                                             | كولومبوس (أوهايو)                                                                              | 57,466                                                                                         | [ 43 ]                                                                                         |
| 4                                                                                              | جامعة تكساس في أوستن                                                                           | أوستن (تكساس)                                                                                  | 52,186                                                                                         | [ 44 ]                                                                                         |
| 5                                                                                              | جامعة منيسوتا                                                                                  | منيابولس/سانت بول (مينيسوتا)                                                                   | 51,853                                                                                         | [ 45 ]                                                                                         |
| 6                                                                                              | جامعة فلوريدا الدولية                                                                          | ميامي                                                                                          | 50,396                                                                                         | [ 46 ]                                                                                         |
| 7                                                                                              | جامعة تكساس إيه اند إم                                                                         | كوليج ستيشن (تكساس)                                                                            | 50,227                                                                                         | [ 47 ]                                                                                         |
| 8                                                                                              | جامعة فلوريدا                                                                                  | غينزفيل                                                                                        | 49,913                                                                                         | [ 48 ]                                                                                         |
| 9                                                                                              | جامعة ولاية ميشيغان                                                                            | إيست لانسنغ                                                                                    | 48,906                                                                                         | [ 49 ]                                                                                         |
| 10                                                                                             | جامعة ولاية بنسلفانيا                                                                          | بنسلفانيا                                                                                      | 45,351                                                                                         | [ 50 ]                                                                                         |

## المُسجّلين للعام الدراسي2011–12
| أكبر عشر جامعات عامة حسب عدد التسجيل خلال العام الدراسي 2011-2012 | أكبر عشر جامعات عامة حسب عدد التسجيل خلال العام الدراسي 2011-2012 | أكبر عشر جامعات عامة حسب عدد التسجيل خلال العام الدراسي 2011-2012 | أكبر عشر جامعات عامة حسب عدد التسجيل خلال العام الدراسي 2011-2012 | أكبر عشر جامعات عامة حسب عدد التسجيل خلال العام الدراسي 2011-2012 |
| المرتبة                                                           | الجامعة                                                           | الموقع                                                            | المُسجّلين للعام الدراسي                                            | المراجع                                                           |
| ----------------------------------------------------------------- | ----------------------------------------------------------------- | ----------------------------------------------------------------- | ----------------------------------------------------------------- | ----------------------------------------------------------------- |
| 1                                                                 | جامعة ولاية أريزونا                                               | تمبي                                                              | 59,794                                                            | [ 51 ]                                                            |
| 2                                                                 | جامعة سنترال فلوريدا                                              | أورلاندو (فلوريدا)                                                | 58,587                                                            | [ 52 ]                                                            |
| 3                                                                 | جامعة ولاية أوهايو                                                | كولومبوس (أوهايو)                                                 | 56,867                                                            | [ 53 ]                                                            |
| 4                                                                 | جامعة منيسوتا                                                     | منيابولس/سانت بول (مينيسوتا)                                      | 52,557                                                            | [ 54 ]                                                            |
| 5                                                                 | جامعة تكساس في أوستن                                              | أوستن (تكساس)                                                     | 51,112                                                            | [ 55 ]                                                            |
| 6                                                                 | جامعة تكساس إيه اند إم                                            | كوليج ستيشن (تكساس)                                               | 49,861                                                            | [ 56 ]                                                            |
| 7                                                                 | جامعة فلوريدا                                                     | غينزفيل                                                           | 49,589                                                            | [ 57 ]                                                            |
| 8                                                                 | جامعة فلوريدا الدولية                                             | ميامي                                                             | 47,966                                                            | [ 58 ]                                                            |
| 9                                                                 | جامعة ولاية ميشيغان                                               | إيست لانسنغ                                                       | 47,800                                                            | [ 49 ]                                                            |
| 10                                                                | جامعة ولاية بنسلفانيا                                             | بنسلفانيا                                                         | 44,485                                                            | [ 59 ]                                                            |

## المُسجّلين للعام الدراسي 2010–11
| أكبر عشر جامعات عامة حسب عدد التسجيل خلال العام الدراسي 2010-2011 | أكبر عشر جامعات عامة حسب عدد التسجيل خلال العام الدراسي 2010-2011 | أكبر عشر جامعات عامة حسب عدد التسجيل خلال العام الدراسي 2010-2011 | أكبر عشر جامعات عامة حسب عدد التسجيل خلال العام الدراسي 2010-2011 | أكبر عشر جامعات عامة حسب عدد التسجيل خلال العام الدراسي 2010-2011 |
| المرتبة                                                           | الجامعة                                                           | الموقع                                                            | المُسجّلين للعام الدراسي                                            | المراجع                                                           |
| ----------------------------------------------------------------- | ----------------------------------------------------------------- | ----------------------------------------------------------------- | ----------------------------------------------------------------- | ----------------------------------------------------------------- |
| 1                                                                 | جامعة ولاية أريزونا                                               | تمبي                                                              | 58,000                                                            | [ 60 ]                                                            |
| 2                                                                 | جامعة سنترال فلوريدا                                              | أورلاندو (فلوريدا)                                                | 56,235                                                            | [ 61 ]                                                            |
| 3                                                                 | جامعة ولاية أوهايو                                                | كولومبوس (أوهايو)                                                 | 56,064                                                            | [ 62 ]                                                            |
| 4                                                                 | جامعة منيسوتا                                                     | منيابولس/سانت بول (مينيسوتا)                                      | 51,721                                                            | [ 63 ]                                                            |
| 5                                                                 | جامعة تكساس في أوستن                                              | أوستن (تكساس)                                                     | 51,195                                                            | [ 64 ]                                                            |
| 6                                                                 | جامعة فلوريدا                                                     | غينزفيل                                                           | 49,827                                                            | [ 65 ]                                                            |
| 7                                                                 | جامعة تكساس إيه اند إم                                            | كوليج ستيشن (تكساس)                                               | 49,129                                                            | [ 66 ]                                                            |
| 8                                                                 | جامعة ولاية ميشيغان                                               | إيست لانسنغ                                                       | 47,131                                                            | [ 67 ]                                                            |
| 9                                                                 | جامعة ولاية بنسلفانيا                                             | بنسلفانيا                                                         | 44,034                                                            | [ 68 ]                                                            |
| 10                                                                | جامعة فلوريدا الدولية                                             | ميامي                                                             | 44,010                                                            | [ 69 ]                                                            |

## المُسجّلين للعام الدراسي 2009–10
| أكبر عشر جامعات عامة حسب عدد التسجيل خلال العام الدراسي 2009-2010 | أكبر عشر جامعات عامة حسب عدد التسجيل خلال العام الدراسي 2009-2010 | أكبر عشر جامعات عامة حسب عدد التسجيل خلال العام الدراسي 2009-2010 | أكبر عشر جامعات عامة حسب عدد التسجيل خلال العام الدراسي 2009-2010 | أكبر عشر جامعات عامة حسب عدد التسجيل خلال العام الدراسي 2009-2010 |
| المرتبة                                                           | الجامعة                                                           | الموقع                                                            | المُسجّلين للعام الدراسي                                            | المراجع                                                           |
| ----------------------------------------------------------------- | ----------------------------------------------------------------- | ----------------------------------------------------------------- | ----------------------------------------------------------------- | ----------------------------------------------------------------- |
| 1                                                                 | جامعة ولاية أريزونا                                               | تمبي                                                              | 55,552                                                            | [ 70 ]                                                            |
| 2                                                                 | جامعة ولاية أوهايو                                                | كولومبوس (أوهايو)                                                 | 55,014                                                            | [ 71 ]                                                            |
| 3                                                                 | جامعة سنترال فلوريدا                                              | أورلاندو (فلوريدا)                                                | 53,537                                                            | [ 72 ]                                                            |
| 4                                                                 | جامعة منيسوتا                                                     | منيابولس/سانت بول (مينيسوتا)                                      | 51,659                                                            | [ 73 ]                                                            |
| 5                                                                 | جامعة تكساس في أوستن                                              | أوستن (تكساس)                                                     | 51,032                                                            | [ 74 ]                                                            |
| 6                                                                 | جامعة فلوريدا                                                     | غينزفيل                                                           | 50,691                                                            | [ 75 ]                                                            |
| 7                                                                 | جامعة تكساس إيه اند إم                                            | كوليج ستيشن (تكساس)                                               | 48,885                                                            | [ 76 ]                                                            |
| 8                                                                 | جامعة ولاية ميشيغان                                               | إيست لانسنغ                                                       | 47,100                                                            | [ 77 ]                                                            |
| 9                                                                 | جامعة ولاية بنسلفانيا                                             | بنسلفانيا                                                         | 44,832                                                            | [ 68 ]                                                            |
| 10                                                                | جامعة بلومنغتون (إنديانا)                                         | بلومنغتون (إنديانا)                                               | 42,347                                                            | [ 78 ]                                                            |

## روابط خارجية
- National Center for Educational Statistics المُسجّلين للعام الدراسي Graph 2002
- National Center for Educational Statistics المُسجّلين للعام الدراسي Graph 2004
- National Center for Education Statistics المُسجّلين للعام الدراسي Graph 2005